# Potassic-fluoro-hastingsite
La potassic-fluoro-hastingsite (simbolo IMA: Pfhst) è un rarissimo minerale del supergruppo dell'anfibolo, all'interno del quale viene collocato nel "gruppo degli anfiboli con W(OH,F,Cl)-dominante" e da lì al sottogruppo degli anfiboli di calcio dove occupa un posto nel "gruppo contenente la radice hastingsite nel nome"; essendo un anfibolo, appartiene agli inosilicati e pertanto alla famiglia minerale dei "silicati", e possiede composizione chimica KCa2(Fe2+4Fe3+)(Si6Al2)O22F2.
La potassic-fluoro-hastingsite è definita con:
- potassio dominante in posizione A
- ione ferro bivalente (Fe2+) dominante in posizione C
- fluoro dominante in posizione W.

## Etimologia e storia
La potassic-fluoro-hastingsite è stata scoperta nel corso di studi su rocce ricche di anfiboli risalenti all'orogenesi di Grenville nelle "Hudson Highlands" all'interno dell'Harriman State Park (nella contea di Orange, Stato di New York) fra gli scarti della miniera di Greenwood, una miniera di ferro del XIX secolo abbandonata. È presentata da Marian V. Lupulescu e collaboratori con il nome di fluoro-potassichastingsite all'Associazione Mineralogica Internazionale (IMA), che l'ha approvata come specie minerale indipendente, e rinominata nell'ambito della revisione della nomenclatura degli anfiboli del 2012 con il nome attuale.
Il nome è è stato scelto in base alla relazione del minerale con l'hastingsite e al suo contenuto di fluoro e potassio.

## Classificazione
La classica nona edizione della sistematica dei minerali di Strunz, aggiornata dall'Associazione Mineralogica Internazionale (IMA) fino al 2009, elenca la potassic-fluoro-hastingsite con il nome fluoro-potassichastingsite e la colloca nella classe "9. Silicati (germanati)" e da lì nella sottoclasse "9.D Inosilicati"; questa viene suddivisa più finemente in base alla struttura del minerale, in modo tale che la potassic-fluoro-hastingsite possa essere trovata nella sezione "9.DE Inosilicati con catene doppie di periodo 2, Si4O11; clinoanfiboli" dove forma il sistema nº 9.DE.10.
Tale classificazione viene in piccola parte rivista nell'edizione successiva, proseguita dal database "mindat.org" e chiamata Classificazione Strunz-mindat, dove la potassic-fluoro-hastingsite occupa i medesimi classe, sottoclasse e sezione della nona edizione, per poi venire smistata nel sistema nº 9.DE.15.
Nella Sistematica dei lapis (Lapis-Systematik) di Stefan Weiß la potassic-fluoro-hastingsite si trova nella classe dei "silicati" e nella sottoclasse degli "inosilicati"; qui si trova nella sezione riservata ai minerali con struttura "[Si4O11] a due bande 6-; gruppo degli anfiboli; Ca2-anfiboli" dove forma il sistema nº VIII/F.10.
Anche la classificazione dei minerali secondo Dana, usata principalmente nel mondo anglosassone, elenca la potassic-fluoro-hastingsite nella famiglia dei "silicati", qui è nella classe degli "inosilicati: catene doppie non ramificate, W=2" e nella sottoclasse degli "inosilicati: catene doppie non ramificate, configurazione anfibolo W=2" dove forma il "gruppo 2, Anfiboli di calcio" con il sistema nº 66.01.03a.

## Abito cristallino
La potassic-fluoro-hastingsite cristallizza nel sistema monoclino nel gruppo spaziale C2/m (gruppo nº 12) con i parametri reticolari a = 9,948 Å, b = 18,1777 Å, c = 5,3302 Å e β = 105,14°, oltre ad avere 2 unità di formula per cella unitaria.

## Origine e giacitura
La potassic-fluoro-hastingsite è stata trovata associata a calcopirite, diopside, enstatite, magnetite, pirite pirrotite e, in qualche caso, flogopite. La paragenesi di questo minerale dimostra che si è formata successivamente alla magnetite assieme ai minerali di solfati sostituendo l'hastingsite e la diopside come fase intergranulare fra i cristalli di diopside come prodotto di metasomatismo potassio-alogeno.
Il minerale è rarissimo ed è stato trovato solo nella sua località tipo, la miniera "Greenwood" (o di "Patterson" 41.265°N 74.11361°W) nella contea di Orange (nello Stato di New York, Stati Uniti).

## Forma in cui si presenta in natura
La potassic-fluoro-hastingsite è stata scoperta sotto forma di aggregati compatti di cristalli grandi fino a un centimetro. Il minerale è trasparente con lucentezza da vitrea a semi vitrea; il colore è nero verdastro scuro e quello del suo striscio è grigio-verdastro.